# Маунд-Сіті (Південна Дакота)
Маунд-Сіті (англ. Mound City) — місто (англ. town) в США, в окрузі Кемпбелл штату Південна Дакота. Населення — 69 осіб (2020).

## Географія
Маунд-Сіті розташований за координатами 45°43′34″ пн. ш. 100°4′8″ зх. д. / 45.72611° пн. ш. 100.06889° зх. д. (45.726179, -100.068837).  За даними Бюро перепису населення США в 2010 році місто мало площу 0,33 км², уся площа — суходіл.

## Демографія
Згідно з переписом 2010 року, у місті мешкала 71 особа в 40 домогосподарствах у складі 21 родини. Густота населення становила 216 осіб/км².  Було 51 помешкання (155/км²).
Расовий склад населення:
| - 98,6 % — білих |

До двох чи більше рас належало 1,4 %. Частка іспаномовних становила 0,0 % від усіх жителів.
За віковим діапазоном населення розподілялося таким чином: 5,6 % — особи молодші 18 років, 50,7 % — особи у віці 18—64 років, 43,7 % — особи у віці 65 років та старші. Медіана віку мешканця становила 59,3 року. На 100 осіб жіночої статі у місті припадало 121,9 чоловіків;  на 100 жінок у віці від 18 років та старших — 131,0 чоловіків також старших 18 років.
Середній дохід на одне домашнє господарство  становив 47 262 долари США (медіана — 35 536), а середній дохід на одну сім'ю — 64 519 доларів (медіана — 49 500). 
Цивільне працевлаштоване населення становило 31 особа. Основні галузі зайнятості: сільське господарство, лісництво, риболовля — 35,5 %, мистецтво, розваги та відпочинок — 32,3 %, публічна адміністрація — 19,4 %.